# Meykhārān-e Moḩammad Āqā
Meykhvārān-e Moḩammad Āqā (persiska: میخواران محمّد آقا, Meykhvorān-e Moḩammad Āqā) är en ort i Iran.   Den ligger i provinsen Kermanshah, i den nordvästra delen av landet, 300 km väster om huvudstaden Teheran. Meykhvārān-e Moḩammad Āqā ligger 1 986 meter över havet och antalet invånare är 292.
Terrängen runt Meykhvārān-e Moḩammad Āqā är huvudsakligen kuperad, men åt nordost är den bergig. Runt Meykhvārān-e Moḩammad Āqā är det ganska tätbefolkat, med 72 invånare per kvadratkilometer. Närmaste större samhälle är Charmaleh-ye Pā‘īn, 5,8 km öster om Meykhvārān-e Moḩammad Āqā. Trakten runt Meykhvārān-e Moḩammad Āqā består i huvudsak av gräsmarker.